# Völklingeni vasmű
A völklingeni vasmű (Völklinger Hütte) a Saar-vidéki Völklingenben, a Saarstahl AG telephelyén található ipartörténeti műemlék, ahol a nyersvas előállításának minden szakasza nyomon követhető. A hajdani gyártelep létesítményei közül a kohó és a fúvócsarnok ma a világörökség része, egyúttal az Ipari Örökségek Európai Útvonalának (ERIH) csomópontja.

## Története
A vasmű története Julius Buch kohómérnökkel kezdődött, aki 1873-ban acélművet  alapított a Saar-menti Völklingenben. Hat évvel később azonban be kellett zárnia a gyárát, mivel a nyersvasra kivetett magas vámok miatt már nem volt kifizetődő.
1881-ben Hermann Röchling megvásárolta a leállított berendezéseket és két évvel később üzembe helyezte az első kohót. 1890-ben a „Röchling’schen Eisen- und Stahlwerke“ Németország legnagyobb vasanyaggyártója volt.
Egy évvel később nyílt meg a Völklingeni vasműben a Thomas-acélmű. A Thomas-eljárást ugyan viszonylag későn vezették be, de gyors sikert hozott: így a lotaringiai minettet, a szomszédos határvidékről származó barna vasércet Völklingenben lehetett feldolgozni. A minettet 1963-ig használták.
Az acél előállításához szükséges magas hőmérséklet eléréséhez a szénen kívül kokszra is szükség volt. Ezért 1897-ben közvetlenül a kohó mellett beüzemelték az első koksztelepet. Három év múlva megjelent az első gázfúvógép is. 1911-ben egy drótkötélpályát állítottak be a kohó ellátására.
Amikor 1928-ban bevezették a szintertechnikát, Völklingen volt Európa legmodernebb és legnagyobb agglomeráló telepe, amely lehetővé tette a hulladékanyag hasznosítását.
1940-1942 között Hermann Röchling lett a német kormány általános vas- és acélipari megbízottja Lotaringia, Meurthe-et-Moselle és Longwy tartományokban. A második világháborút követően letartóztatták és kiadták Franciaországnak. Vele együtt letartóztatták a Röchling család több tagját illetve a vasmű két igazgatóját. A vád az elfoglalt területek ipari kizsákmányolása, a Harmadik Birodalom hadipotenciáljának növelése és kényszermunkára elhurcoltak alkalmazása volt. A Völklingeni Vasmű francia igazgatás alá került, és csak 1956-ban adták vissza a Röchling-családnak, amikor a Saar-vidék visszakerült Németországhoz. Közben a háború utáni konjunktúra következtében 1952-ben a vasmű elérte történetének legmagasabb termelését.
1965-ben a vasműnek összesen 17 000 alkalmazottja volt. Az 1975-ös világméretű acélkrízis elérte a Völklingeni Vasművet is. 1971-ben a Vasmű összeolvadt a luxemburgi Arbed konszern Saar-vidéki cégével, a „Vereinigten Hüttenwerken Burbach-Eich-Düdelingen“-nel, az egyesülésből létrejött a közös „Stahlwerke Röchling-Burbach GmbH“. 1982-ben a Neunkircheni Vasmű bekebelezésével megalakult az Arbed Saarstahl GmbH, ekkor a Röchling-család kiszállt az üzletből. A társaság neve 1989 óta Saarstahl AG.
1986-ban a vasmű kohóját leállították. A jelenlegi Saarstahl AG és a Dillingeni Vasmű az 1980-as évek kezdete óta közösen üzemeltetik a Dillingenben található kohót. A völklingeni kohót és a Gebläsehallet ipari műemlékké nyilvánították, műemlékvédelem alá helyezték, folyamatosan karbantartják, és múzeumként látogatható.
A Saarstahl AG továbbra is működik, évente 2,6 millió tonna nyersacélt állít elő, ezzel világszerte az egyik legjelentősebb acélipari cég a drót- és rúdáruk területén.

## Jelene

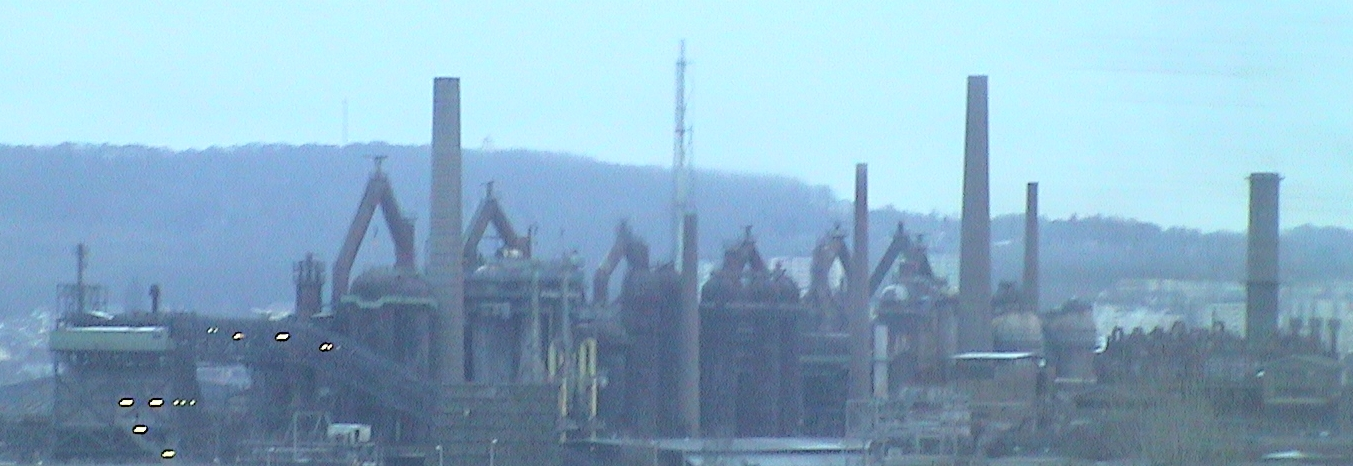
Látkép az A620-as autópálya felől

Az 1990-es évek közepe óta a völklingeni vasmű területén különböző kulturális rendezvényeket tartanak, szabadtéri rockkoncertektől a kamarazenei előadásokon át különböző kiállításokig.
1999 júliusában a Saar-vidék megalapította a világörökségi helyszín fenntartására a Weltkulturerbe Völklinger Hütte – Europäisches Zentrum für Kunst und Industriekultur GmbH céget.
2004 óta tekinthető meg a Ferrodrom, ahol multimédiás előadásokat tartanak a vas kultúrtörténetéről, filmeket vetítenek és találkozókat szerveznek a vasmű korábbi dolgozóival, akik szemléletesen beszélik el a kohónál szerzett munkatapasztalataikat.
A korábbi GameArt, Az inkák aranya és Az Ezeregyéjszaka kincsei kiállítások után 2006 áprilisáig több mint 100 történelmi aktfotót bemutató kiállítás nyílt meg. 2006 májusától 2007 áprilisáig a Hatalom és pompa című kiállítás a 19. századi Európa csillogását mutatta be. A 2007 májusa óta futó projekt címe Genius I, érdekfeszítő utazás az emberiség vágyai, álmai és víziói felé

## Fordítás
- Ez a szócikk részben vagy egészben  a   Völklinger Hütte című német Wikipédia-szócikk ezen változatának fordításán alapul.  Az eredeti cikk szerkesztőit annak laptörténete sorolja fel. Ez a jelzés csupán a megfogalmazás eredetét és a szerzői jogokat jelzi, nem szolgál a cikkben szereplő információk forrásmegjelöléseként.
- Ez a szócikk részben vagy egészben  a   Hermann Röchling című német Wikipédia-szócikk ezen változatának fordításán alapul.  Az eredeti cikk szerkesztőit annak laptörténete sorolja fel. Ez a jelzés csupán a megfogalmazás eredetét és a szerzői jogokat jelzi, nem szolgál a cikkben szereplő információk forrásmegjelöléseként.

## Képgaléria

Völklingeni vasmű - Völklinger Hütte
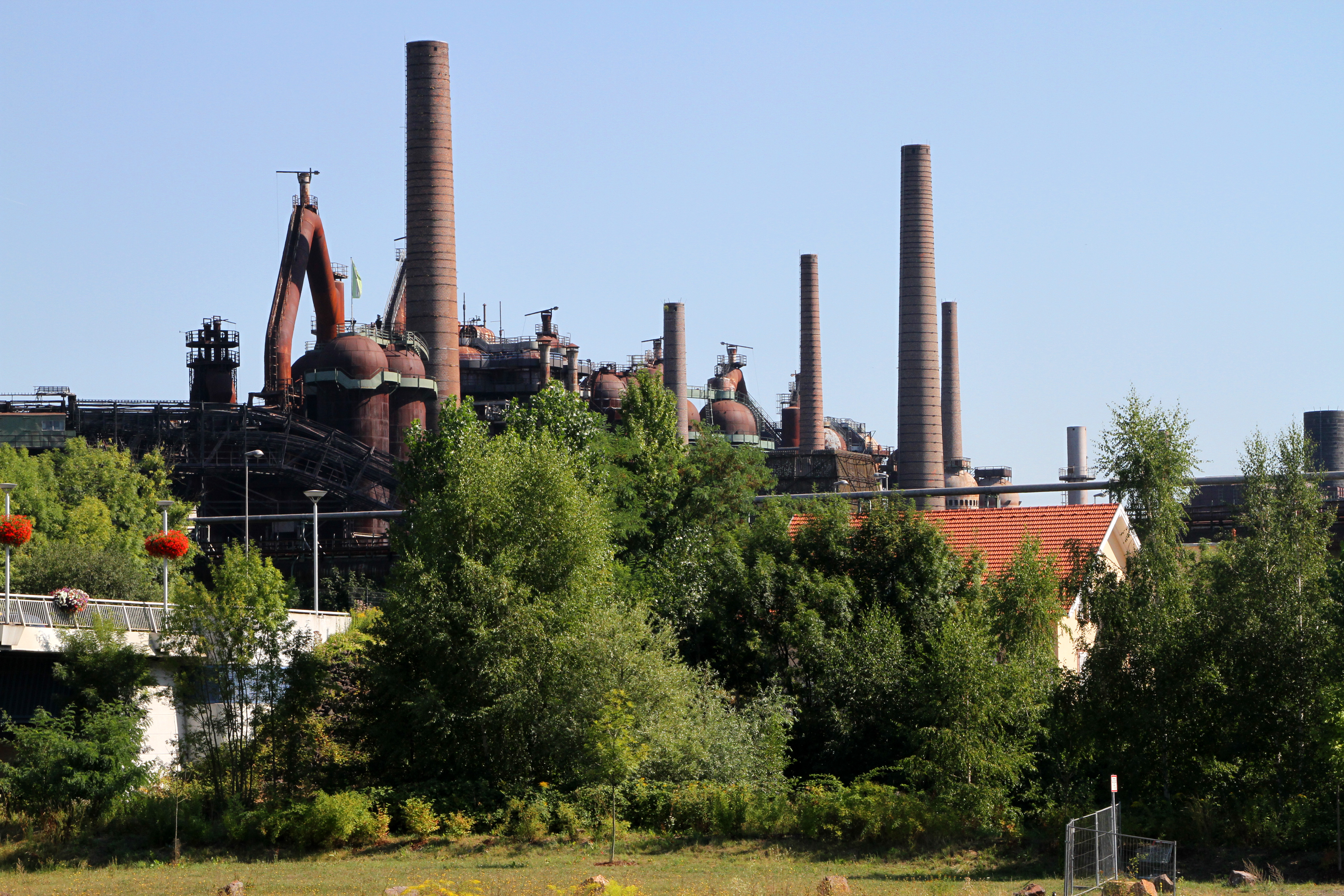
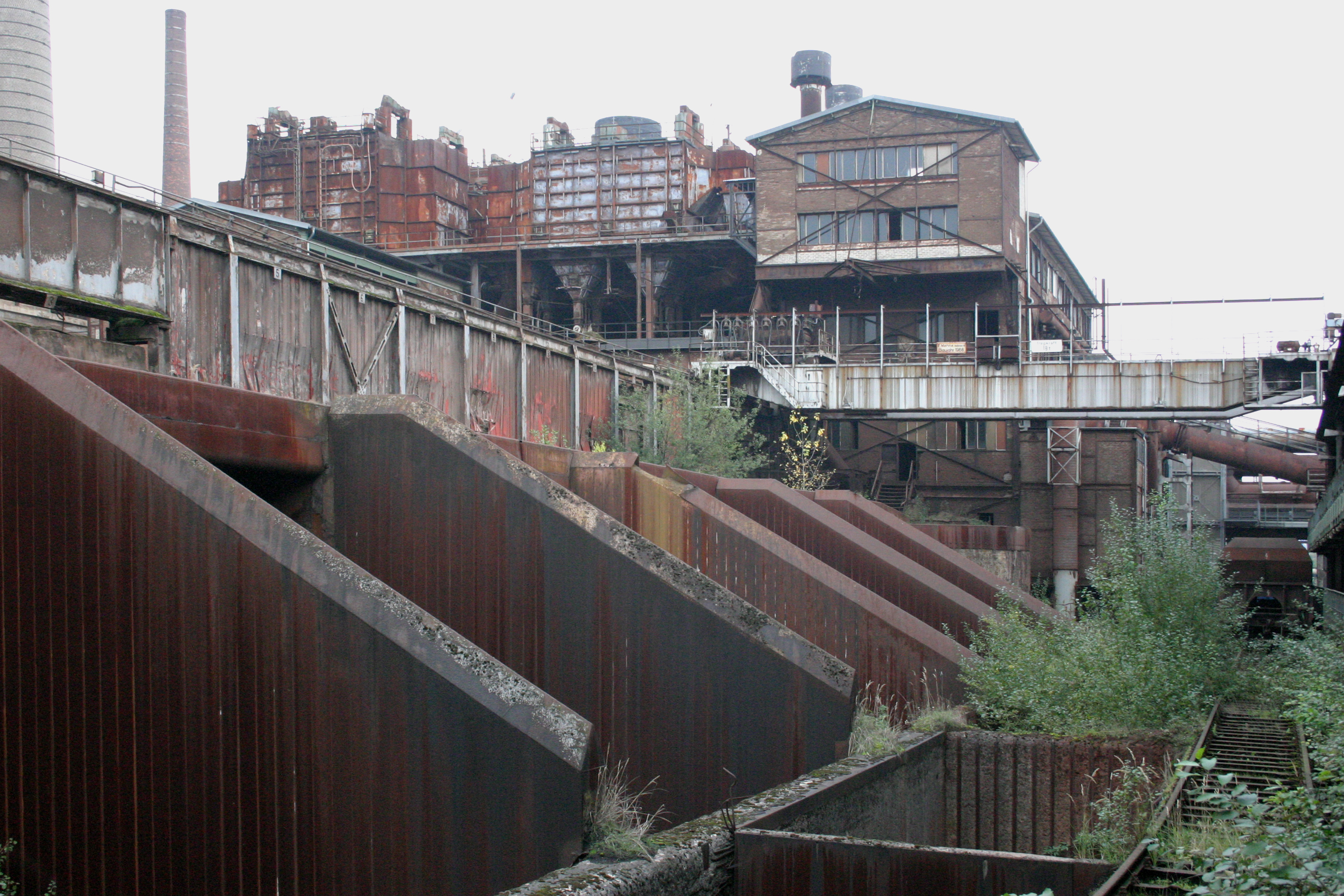
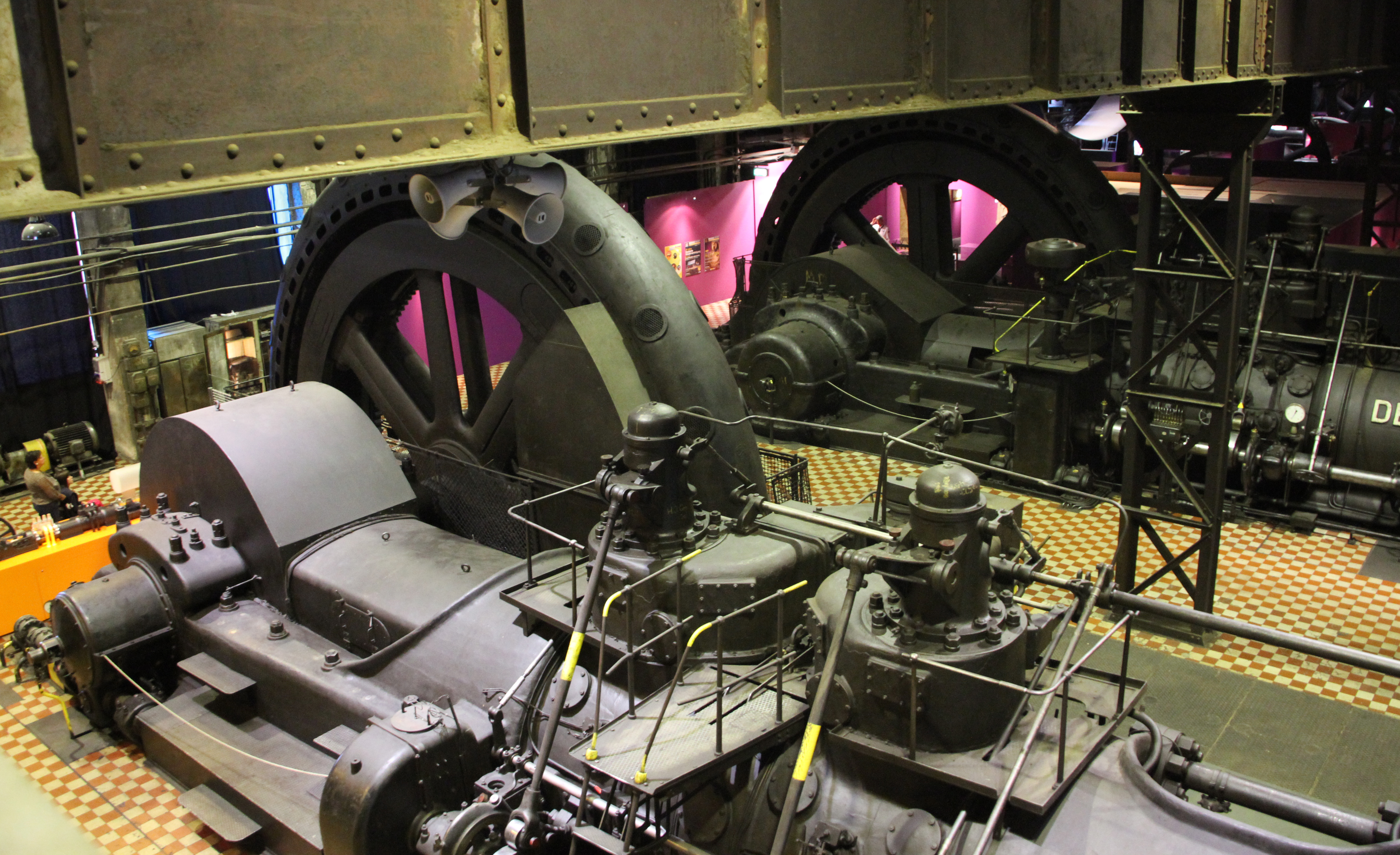
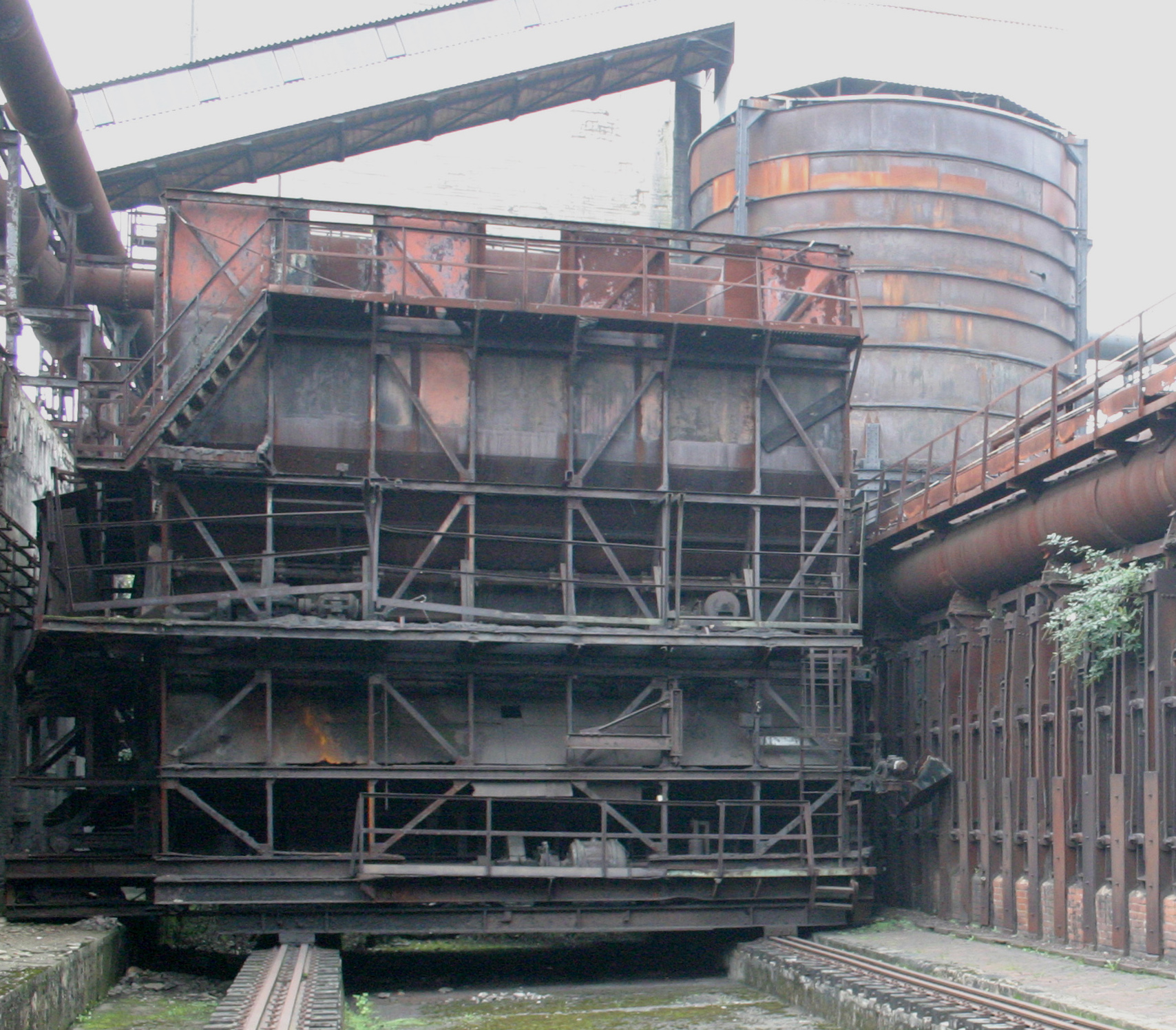
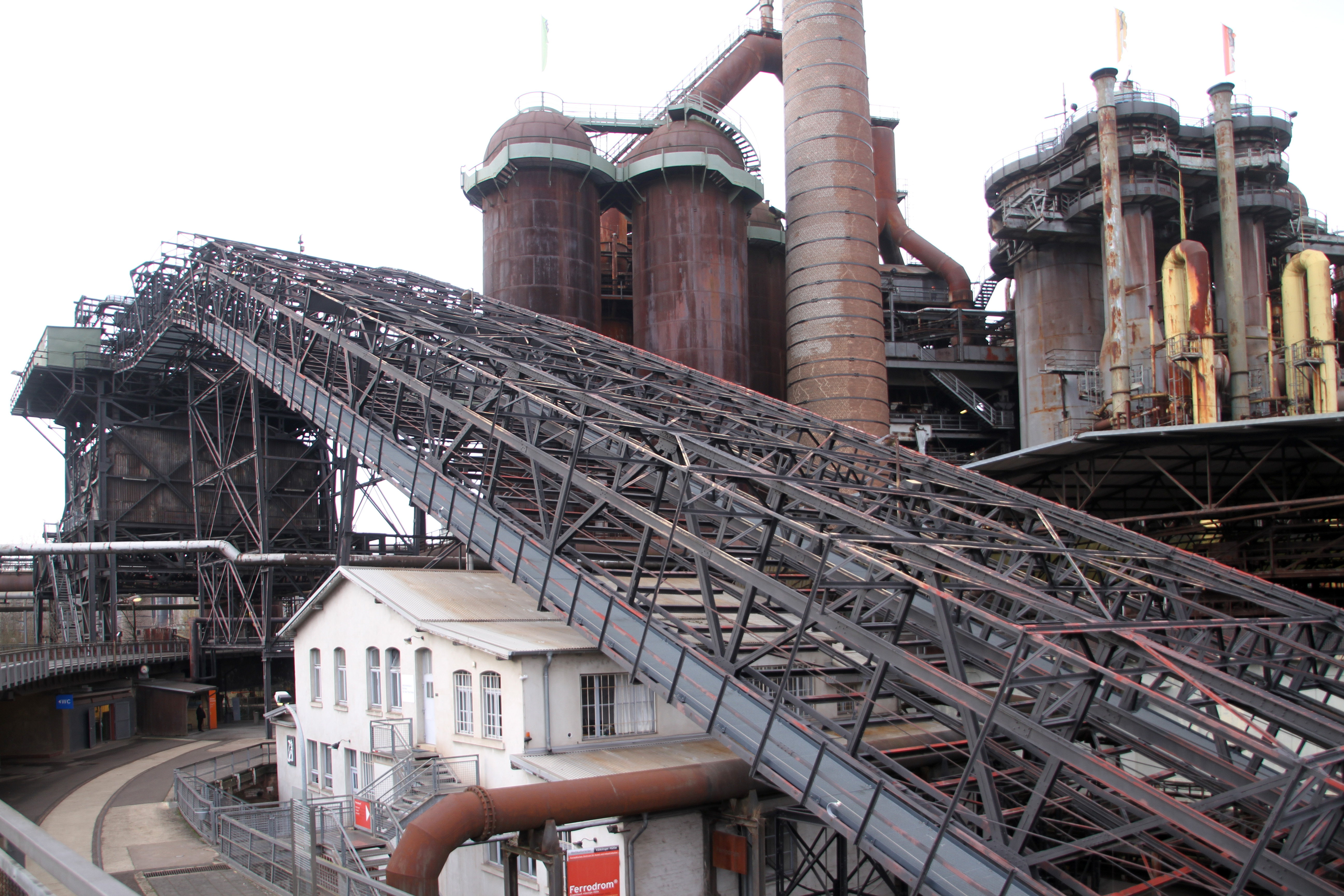
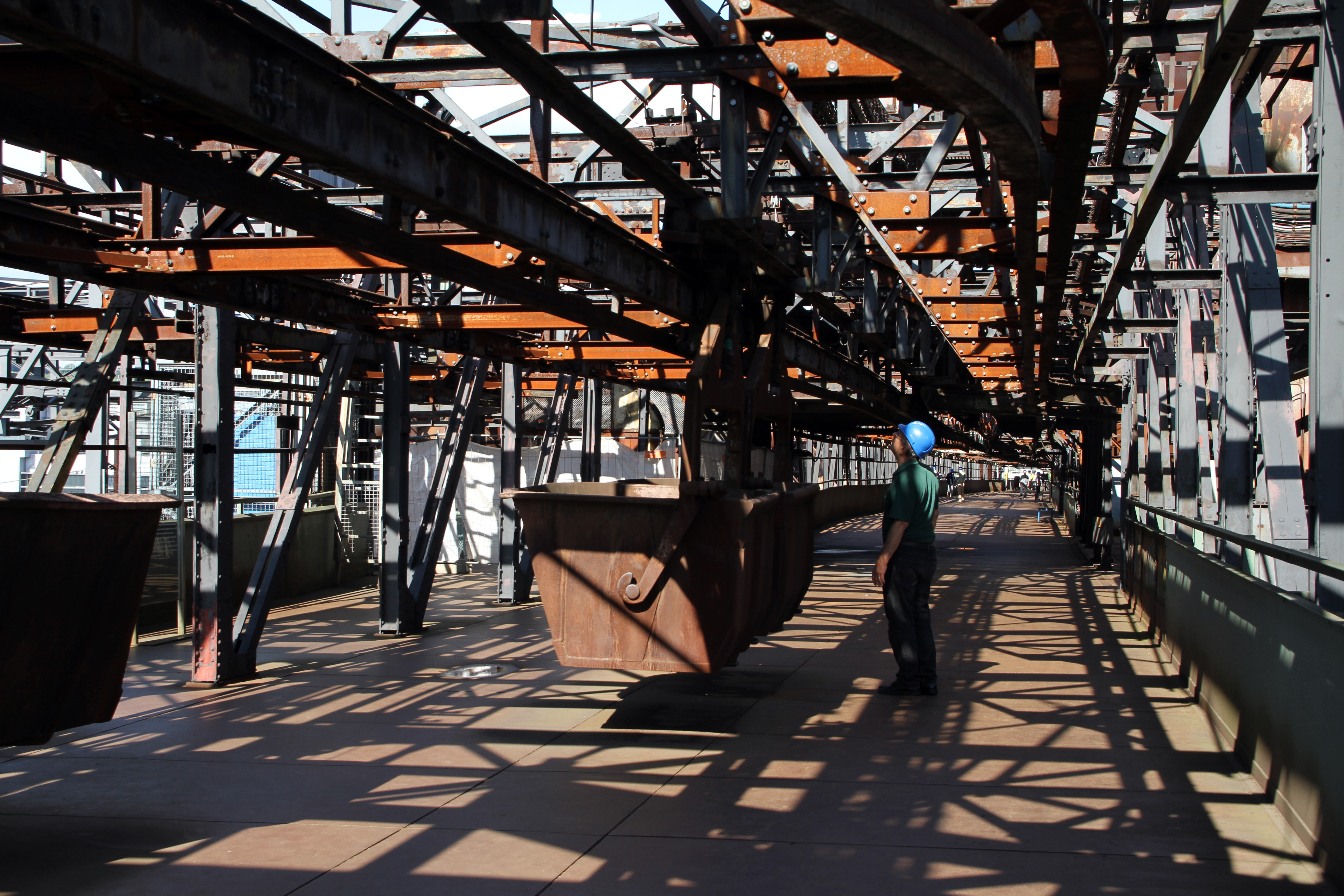
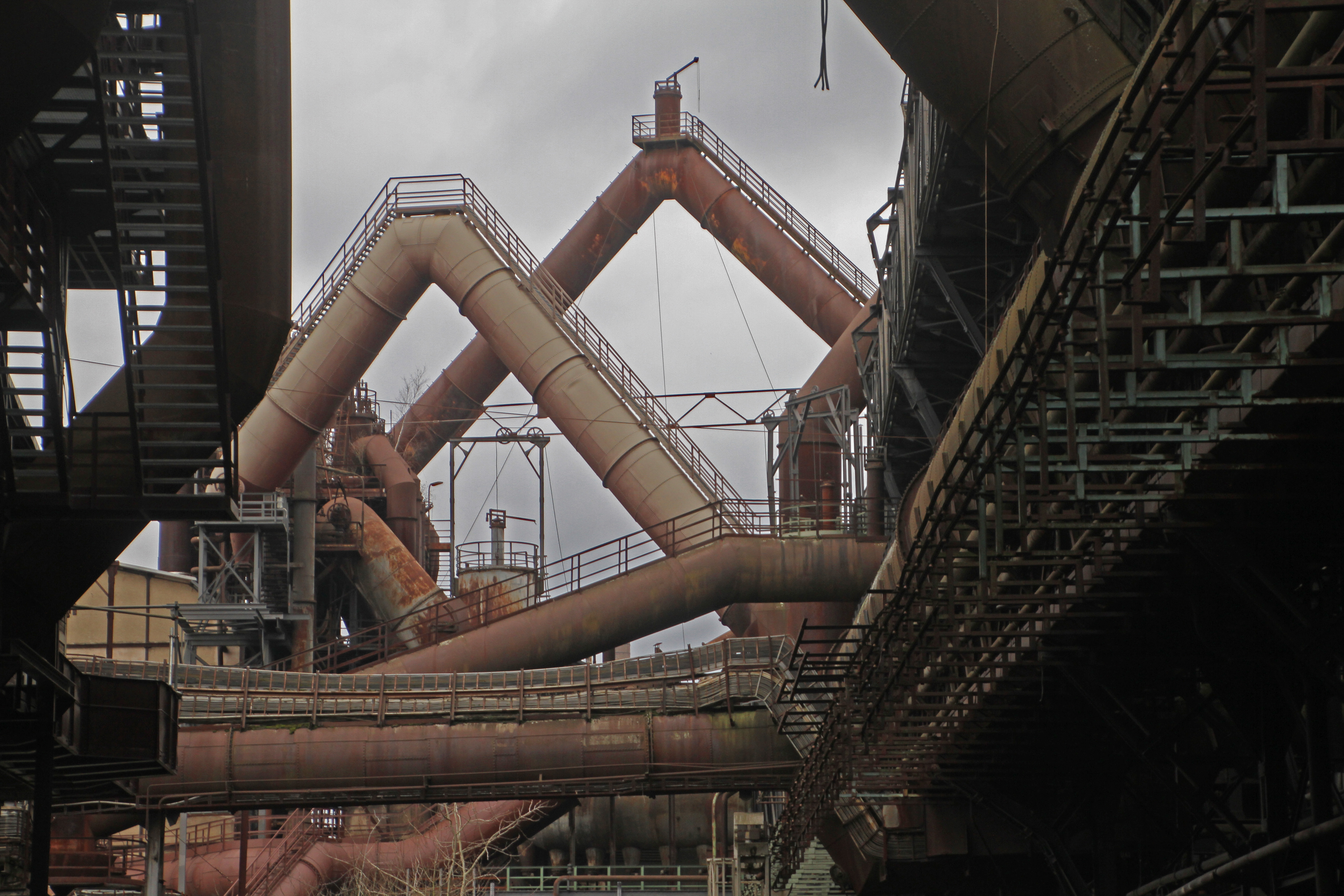
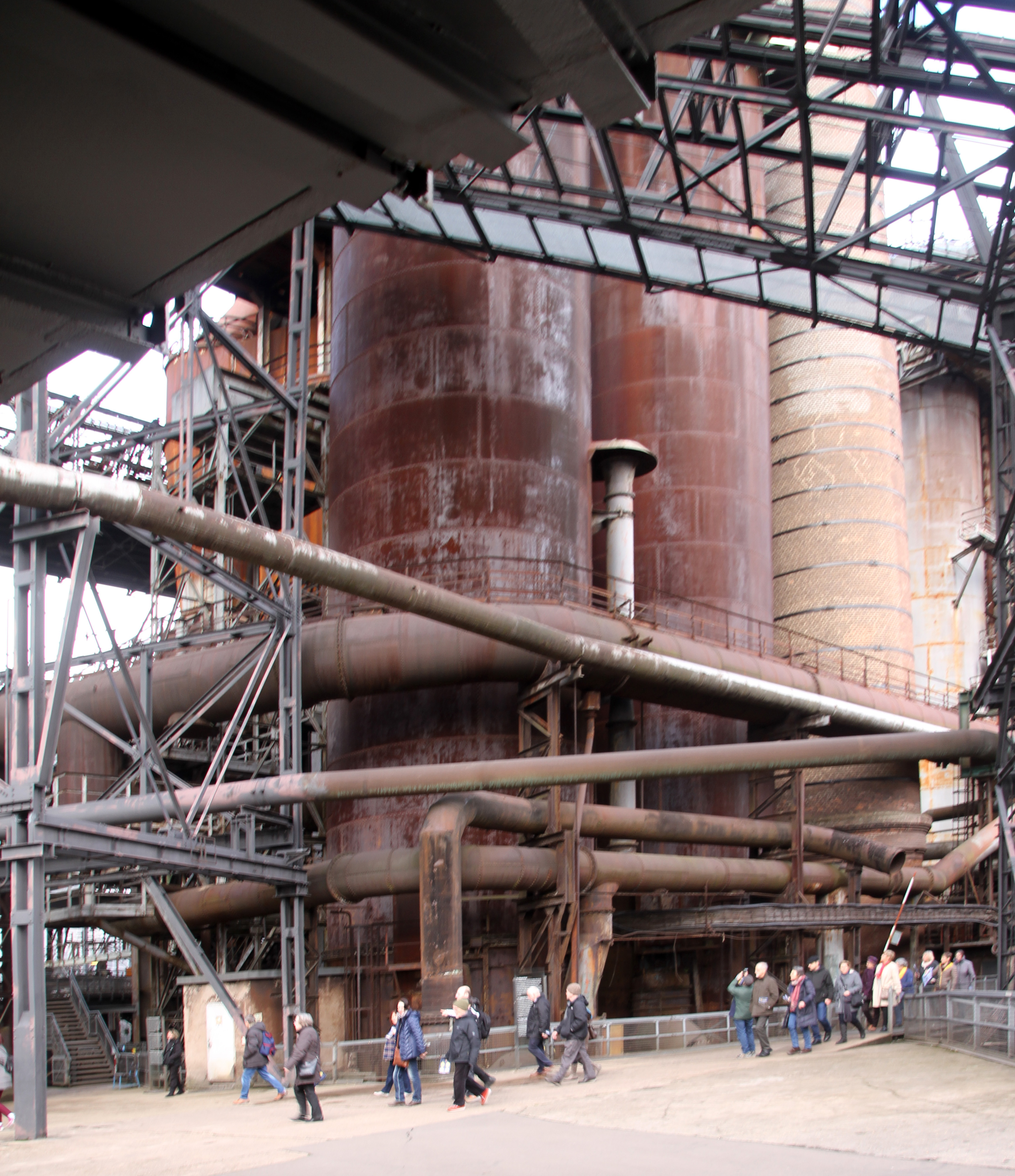
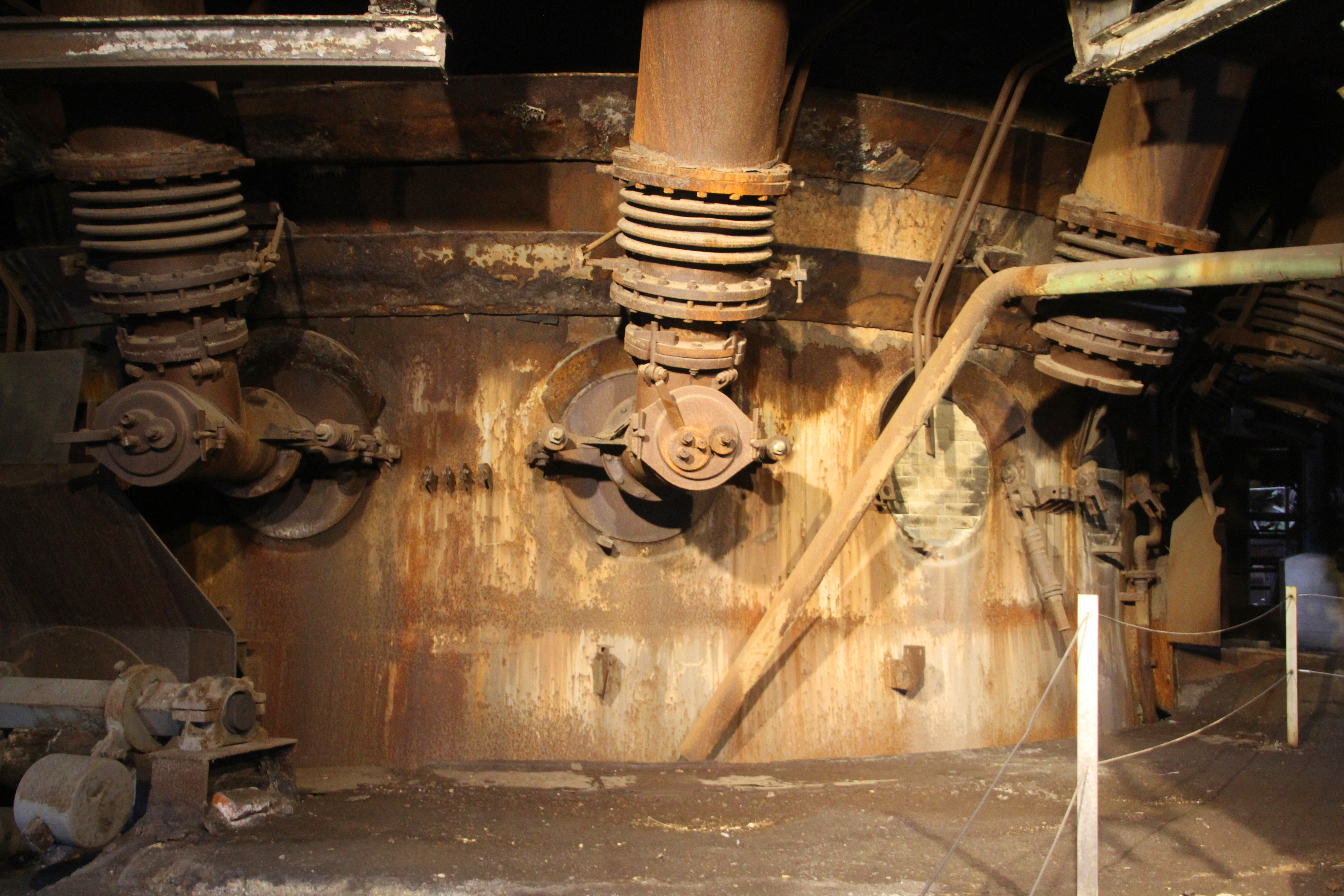
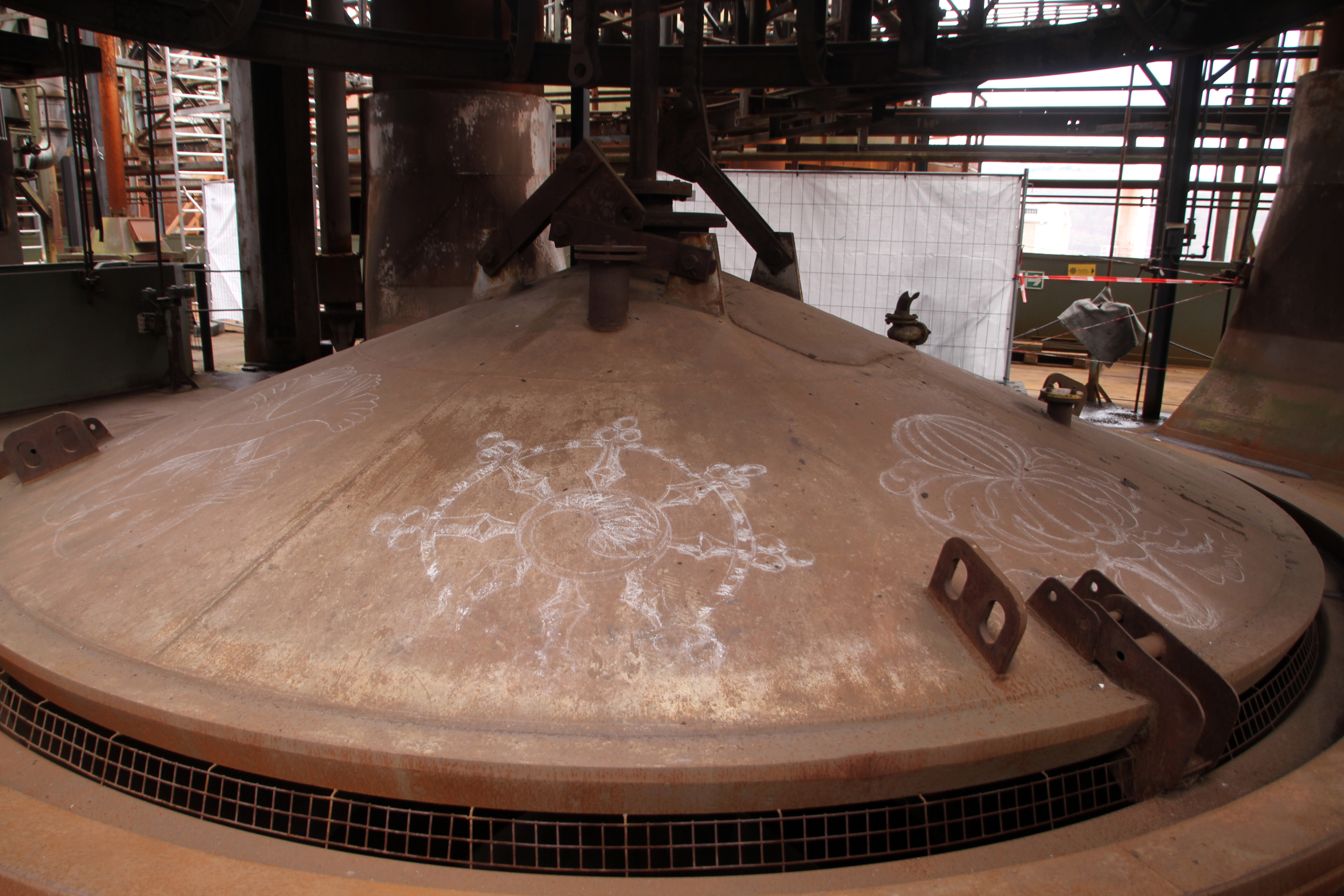